# Tennessee Titans 2009
La stagione 2009 dei Tennessee Titans è stata la 40ª della franchigia nella National Football League, la 50ª complessiva La squadra aveva terminato la stagione precedente col miglior record della NFL, 13–3, ma perse tutte le prime sei partite. I Titans optarono così per fare tornare Vince Young come quarterback titolare, il quale condusse la squadra a vincere sei delle successiva otto gare. Una sconfitta per 42-17 contro i Chargers nel penultimo turno tolse alla squadra la possibilità di raggiungere i playoff.
Il running back al secondo anno Chris Johnson divenne il sesto giocatore della storia a correre 2.000 yard in una stagione e stabilì un record NFL con 2.509 yard guadagnate dalla linea di scrimmage, venendo premiato come giocatore offensivo dell'anno.

## Calendario
| Stagione regolare                                             |                         |                    |                    |                                |                    |                    |
| Turno                                                         | Avversario              | Risultati          | Risultati          | Stadio                         | TV                 |                    |
| Turno                                                         | Avversario              | Punteggio          | Record             | Stadio                         | TV                 |                    |
| 1                                                             | at Pittsburgh Steelers  | S 10–13 (DTS)      | 0–1                | Heinz Field                    | NBC                |                    |
| 2                                                             | Houston Texans          | S 31–34            | 0–2                | LP Field                       | CBS                |                    |
| 3                                                             | at New York Jets        | S 17–24            | 0–3                | Giants Stadium                 | CBS                |                    |
| 4                                                             | at Jacksonville Jaguars | S 17–37            | 0–4                | Jacksonville Municipal Stadium | CBS                |                    |
| 5                                                             | Indianapolis Colts      | S 9–31             | 0–5                | LP Field                       | NBC                |                    |
| 6                                                             | at New England Patriots | S 0–59             | 0–6                | Gillette Stadium               | CBS                |                    |
| 7                                                             | Settimana di pausa      | Settimana di pausa | Settimana di pausa | Settimana di pausa             | Settimana di pausa | Settimana di pausa |
| 8                                                             | Jacksonville Jaguars    | V 30–13            | 1–6                | LP Field                       | CBS                |                    |
| 9                                                             | at San Francisco 49ers  | V 34–27            | 2–6                | Candlestick Park               | CBS                |                    |
| 10                                                            | Buffalo Bills           | V 41–17            | 3–6                | LP Field                       | CBS                |                    |
| 11                                                            | at Houston Texans       | V 20–17            | 4–6                | Reliant Stadium                | ESPN               |                    |
| 12                                                            | Arizona Cardinals       | V 20–17            | 5–6                | LP Field                       | Fox                |                    |
| 13                                                            | at Indianapolis Colts   | S 17–27            | 5–7                | Lucas Oil Stadium              | CBS                |                    |
| 14                                                            | St. Louis Rams          | V 47–7             | 6–7                | LP Field                       | Fox                |                    |
| 15                                                            | Miami Dolphins          | V 27–24 (DTS)      | 7–7                | LP Field                       | CBS                |                    |
| 16                                                            | San Diego Chargers      | S 17–42            | 7–8                | LP Field                       | NFLN               |                    |
| 17                                                            | at Seattle Seahawks     | V 17–13            | 8–8                | Qwest Field                    | CBS                |                    |

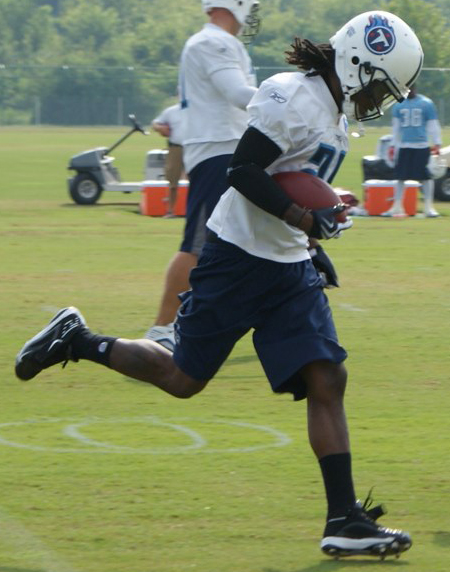
Chris Johnson nel training camp 2009

| NOTA: Gli avversari della propria division sono in grassetto. |                         |                    |                    |                                |                    |                    |

## Classifiche
| AFC South              | AFC South | AFC South | AFC South | AFC South | AFC South | AFC South | AFC South | AFC South | AFC South |
|                        | V         | S         | P         | %         | DIV       | CONF      | PF        | PS        | STR       |
| ---------------------- | --------- | --------- | --------- | --------- | --------- | --------- | --------- | --------- | --------- |
| (1) Indianapolis Colts | 14        | 2         | 0         | .875      | 6–0       | 10–2      | 416       | 307       | S2        |
| Houston Texans         | 9         | 7         | 0         | .563      | 1–5       | 6–6       | 388       | 333       | V4        |
| Tennessee Titans       | 8         | 8         | 0         | .500      | 2–4       | 4–8       | 354       | 402       | V1        |
| Jacksonville Jaguars   | 7         | 9         | 0         | .438      | 3–3       | 6–6       | 290       | 380       | S4        |

## Premi
- Chris Johnson:

giocatore offensivo dell'anno